# Český rozhlas Jazz
Český rozhlas Jazz je celoplošná stanice Českého rozhlasu, zaměřená na jazzovou hudbu. Vznikla v roce 2013. Od roku 2017 je šéfredaktorem stanice Lukáš Hurník.

## Historie
Projekt jazzové stanice byl schválen Radou Českého rozhlasu v srpnu 2010, internetový stream EuroJazz fungoval od roku 2011. Na jaře 2013 se z něj stala plnohodnotná stanice Český rozhlas Jazz, která začala vysílat 1. března 2013. Dne 3. června 2013 získala samostatnou pozici v DVB-T, do té doby se o svoji pozici dělila s ČRo Plus.
Dramaturgem vysílání je Petr Vidomus, který stanici zakládal.

## Program
Dramaturgicky se ČRo Jazz profiluje jako rádio zaměřené především na současný jazz s důrazem na jazz pocházející z evropských zemí. Podle internetových stránek rádia je vysílací čas naplněn zhruba 20 % českého jazzu, 40 % jazzu z ostatních evropských zemí a 30–40 % jazzu z USA a dalších mimoevropských zemí. Cílovou skupinou je náročný jazzový posluchač ve věku 25–60 let.
Program na rozdíl od běžných stanic netvoří klasické pořady, ale spíše několikahodinové programové bloky s obecným žánrovým vymezením (jako Modern Mainstream, Mostly Bop) či žánrově užším výběrem hudby (jako Hodina jazzrocku a funku, Future Shock, Odpolední swing). ČRo Jazz rovněž reprízuje jazzové pořady ostatních stanic, zejména Vltavy, a každou sobotu premiérově vysílá koncertní záznamy Evropské vysílací unie v sérii Jazz Club.

## Distribuce signálu
Digitální vysílání je zprostředkované terestrickým televizním standardem DVB-T2, rozhlasovým DAB+ a satelitním vysíláním přes družici Astra 3A (pozice 23,5° východně) v DVB-S2. K dispozici je i internetové vysílání a vysílání pro mobilní telefony.
|                  | Frekvence |
| ---------------- | --------- |
| Čechy            | 12C DAB+  |
| Morava a Slezsko | 12D DAB+  |